# Мастер женских полуфигур
Мастер женских полуфигур (иногда называемый как Мастер полуфигур) — имя, данное художнику или, вероятно, группе художников мастерской, действовавшей в 16 веке. Оно было дано в 19 веке, чтобы идентифицировать создателя или создателей корпуса работ, состоящего из 67 картин, к которым с тех пор было добавлено ещё 40. Мастер(-а) создавал(-и) женские фигуры в сценах бытового жанра, небольших религиозных и мифологических произведениях, пейзажах и портретах.

## Имя
Современные учёные[какие?] объединяют под именем Мастера женских полуфигур группу художников, писавших поясные портреты молодых женщин. Возможно, имя связывает художников, работавших в одной мастерской. Это объясняет многократное повторение некоторых работ, а также некоторые своеобразные шаблоны в творчестве художника. Хотя некоторые картины и пытались квалифицировать как работы Жана Клуэ и Ганса Верейка, но попытки оказались неудачными. Настоящее имя Мастера до сих пор остаётся загадкой.

## Творчество
Творчество Мастера женских полуфигур можно отнести к переходному периоду от искусства Средневековья к искусству Раннего Возрождения, так как кроме изображений молодых женщин, у Мастера женских полуфигур есть также работы и на библейские темы. Например, «Пейзаж со сценой отдыха на пути в Египет», «Пьета» и другие. Но всё же в картинах художника чаще всего изображены женщины, занятые своими повседневными делами: чтением книг, игрой на музыкальных инструментах.
Наиболее известными работами художника являются картины «Мадонна с младенцем» и «Музыкантши» (или «Три музицирующие девушки»).
«Мадонна с младенцем» находится в собрании Эрмитажа и, безусловно, является одной из лучших работ художника. На картине изображены Дева Мария с младенцем Иисусом. Дева Мария внимательно рассматривает книгу, а Иисус изучает виноградную лозу. Пейзаж на заднем плане напоминает картины Йоахим Патинира. Картина помогает понять последовательность работы художника: на лице Богоматери, на тельце ребёнка и кое-где в пейзаже можно заметить тщательно подготовленный рисунок.
Картина «Музыкантши» — одна из самых характерных работ Мастера женских полуфигур. Работа имеет несколько вариантов, из которых лучший находится в собрании Харрах (Замок Рорау близ Вены, Австрия). Музицирующие девушки изысканны и элегантны: они одеты в модные для XVI века платья, изящно держат в своих руках музыкальные инструменты. Однако лица музыкантш похожи друг на друга, художник и не пытался изобразить глубокие образы. Мастер, вероятно, хорошо владел нотной грамотой. По мнению известного советского музыканта Александра Майкапара в эрмитажном варианте работы музыкантши исполняют песню известного в своё время композитора Клодена де Сермизи (1490—1562) на слова поэмы Клемана Маро. В нотах по-французски записан текст:

Я дам вам радость,

Мой друг, и поведу вас туда, 

Куда стремится Ваша надежда;

Пока я жива, я не покину вас,

Даже когда я умру,

Моя душа сохранит о вас память.

Картины
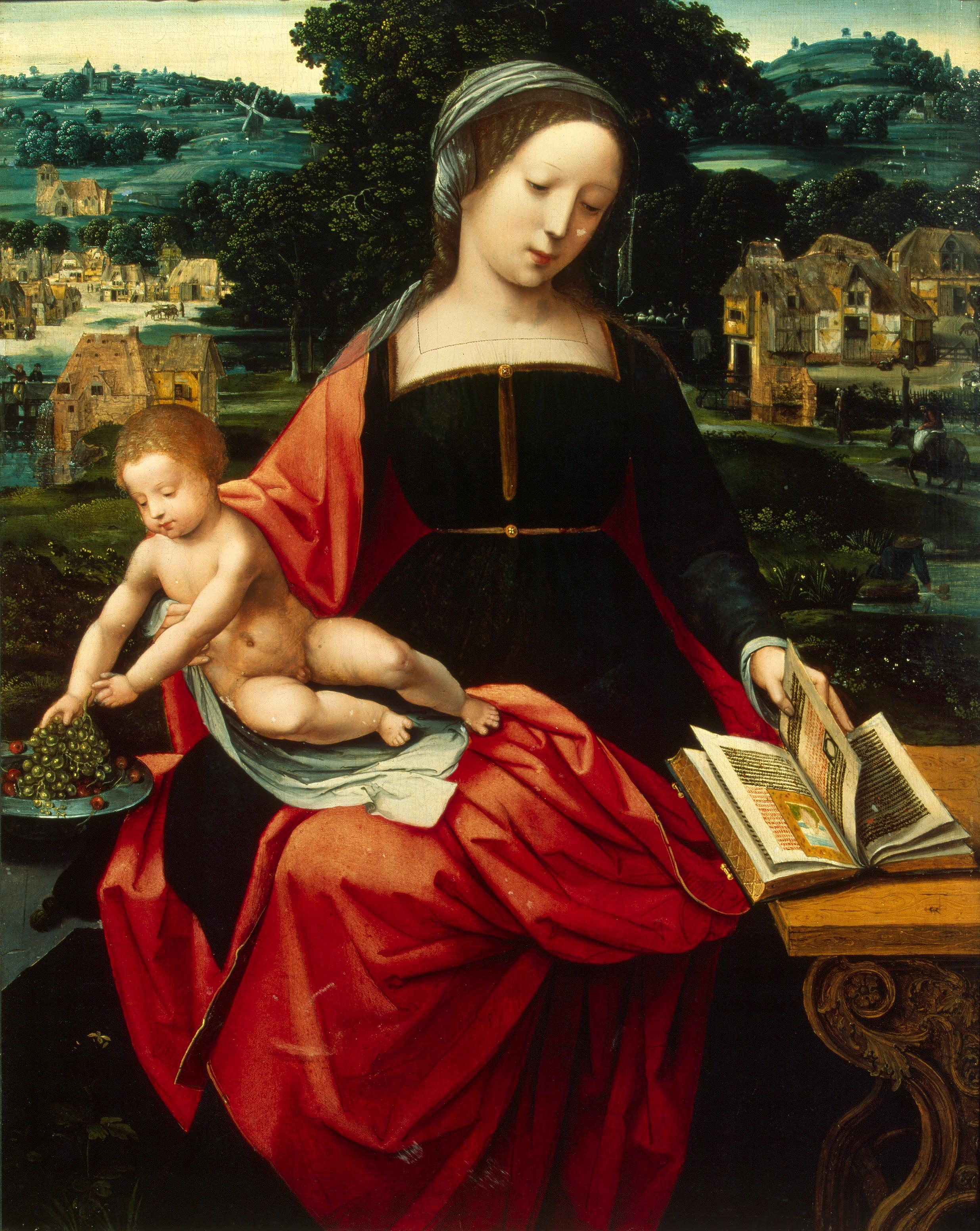
Мадонна с Младенцем,Эрмитаж, Санкт-Петербург
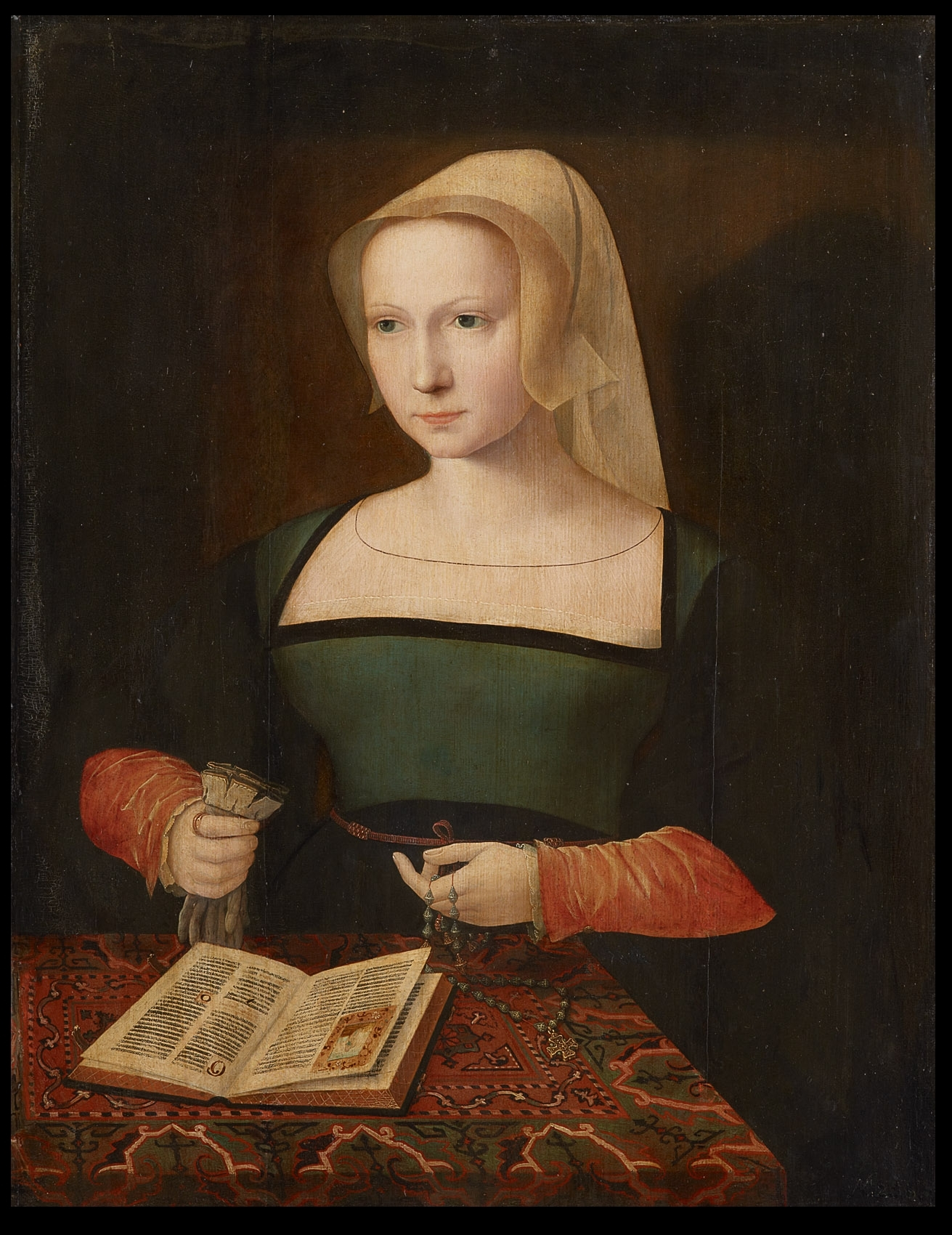
Портрет молодой женщины, ок. 1550, дерево, масло, Художественно-Исторический Музей, Вена
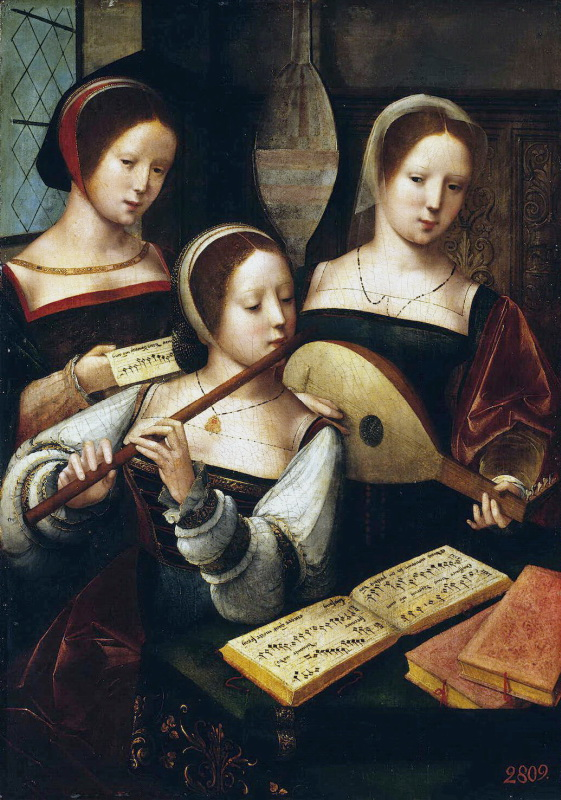
Музыкантши, Эрмитаж, Санкт-Петербург
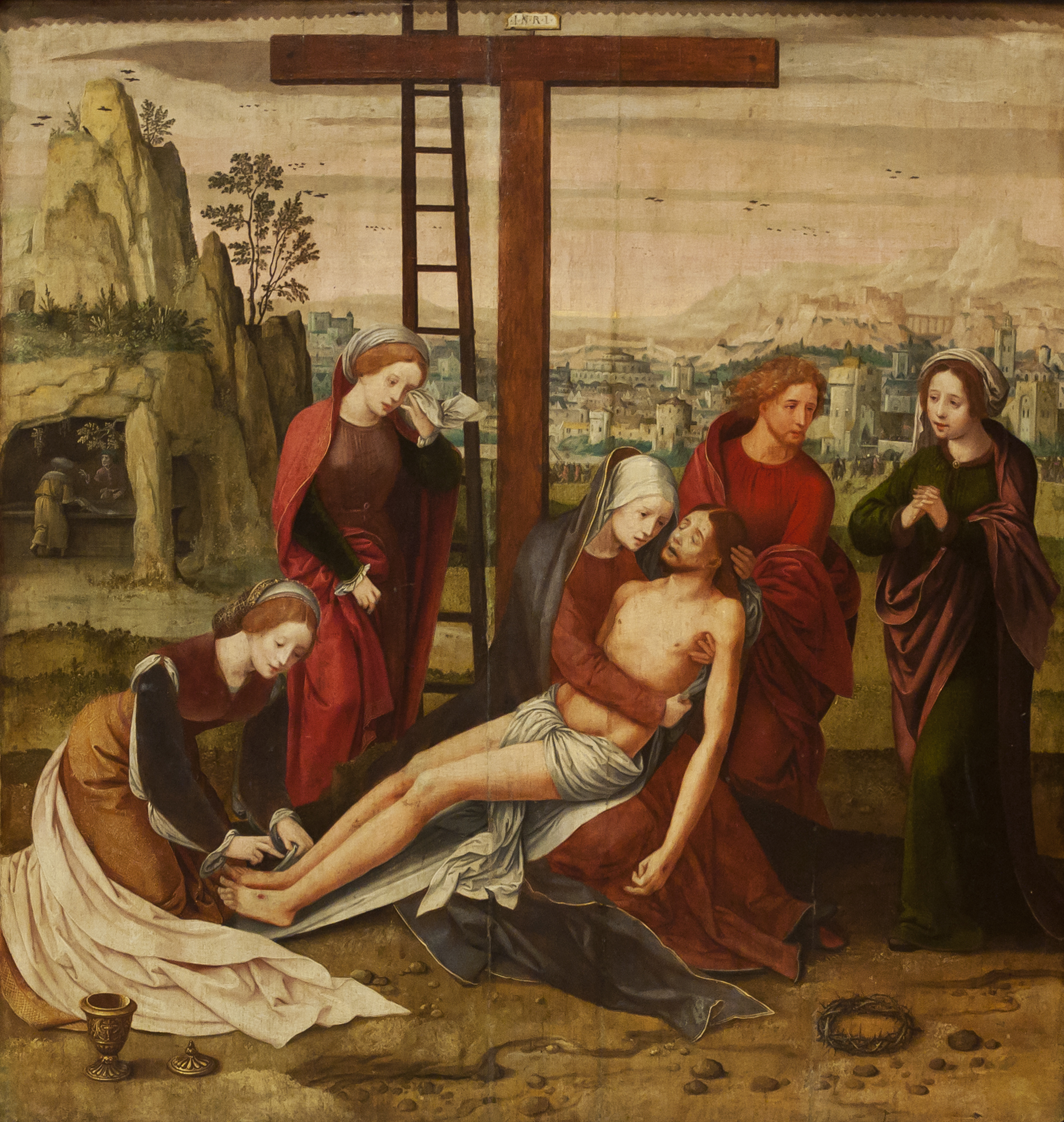
Пьета (1550), Музей изящных искусств в Севилье
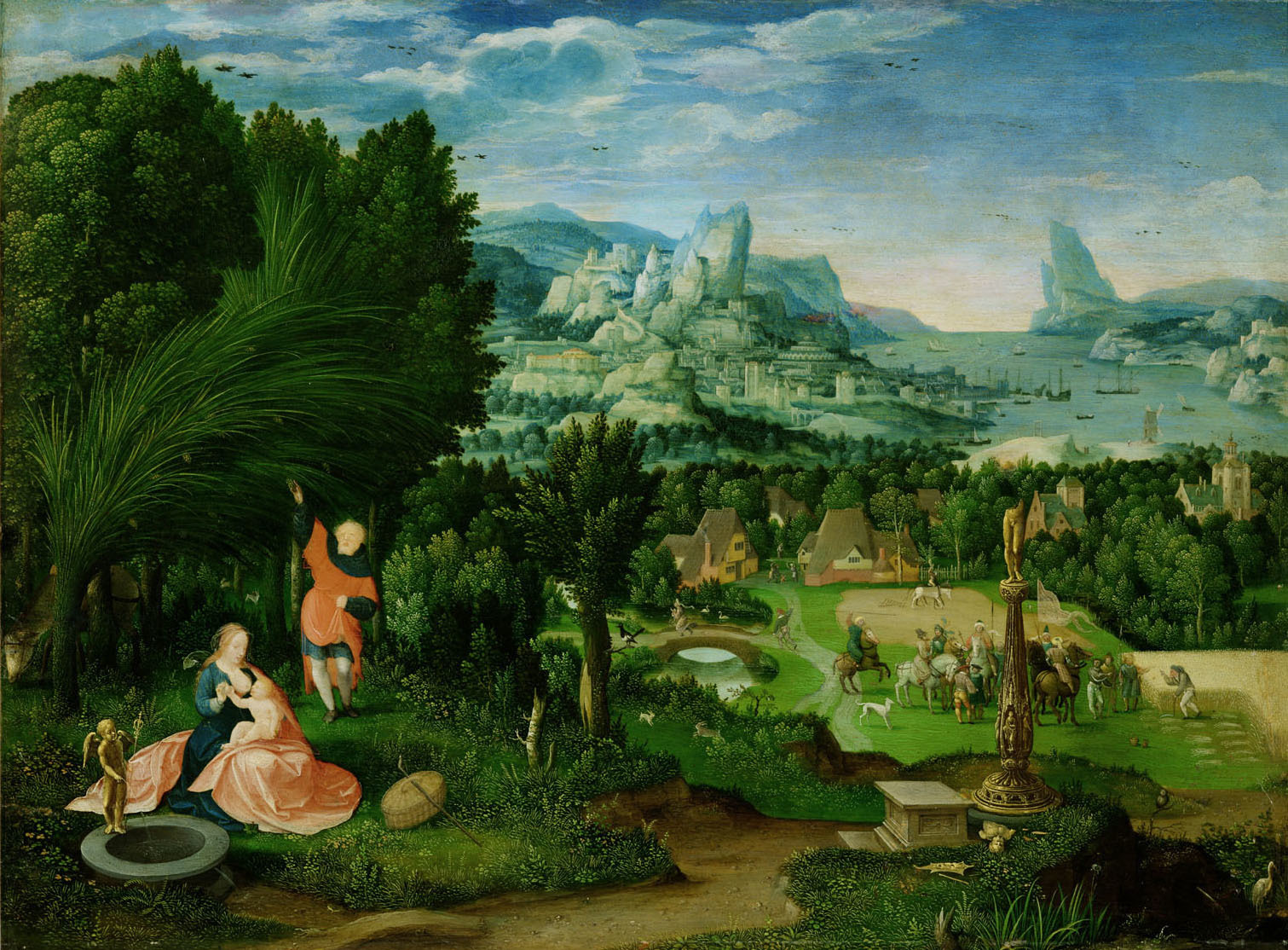
Пейзаж со сценой отдыха на пути в Египет